# North Cape (Neuseeland)
Das North Cape, in der Sprache der Māori Otou genannt, ist ein Kap im Far North District der Region Northland auf der Nordinsel von Neuseeland.

## Geographie
Das North Cape befindet sich an der Nordostspitze der Aupōuri Peninsula, rund 34 km östlich von Cape Reinga / Te Rerenga Wairua und rund 80 km nordnordwestlich von Kaitaia, der nächstgrößeren Stadt im Far North District und der Halbinsel.
Das Kap, das mit seiner Spitze ist Richtung Osten weist, wird von der Insel Murimotu Island gebildet, die bei Ebbe eine Verbindung zum Festland besitzt und nur bei Flut sich als Insel darstellt. Das Kap allerdings als North Cape zu bezeichnen, stellt sich als etwas irreführend dar, da der nördlichsten Punkt der Nordinsel durch die Klippen der Surville Cliffs gebildet wird, die rund 4 km nordwestlich des Kaps liegen.
Die bis zu 234 m hohe Berglandschaft, die sich nördlich der Ebene von Waikuku Flat erstreckt und zu der das Kap an seiner Ostseite zählt, wird in der Literatur manchmal auch als North Cape Peninsula bezeichnet.

## Geologie
Die Berglandschaft der North Cape Peninsula ist vulkanischen Ursprungs und der Nordosten des als Halbinsel bezeichneten Teil, zu dem das Kap zählt, besteht bevorzugt aus Serpentinit- und Gabbro-Gestein. Im Norden haben sich durch Erosion steil abfallen Klippen gebildet und nach Süden und Südwesten fällt die Berglandschaft zu der sandigen Ebene der Waikuku Flat ab.

## Geschichte
Die Verwendung des Begriffes North Cape war in der Vergangenheit nicht immer eindeutig. Am 10. Dezember 1769 wurde das Kap auf der ersten Südseereise des Seefahrers und Entdecker Kapitän James Cook erstmals gesichtet und bei der erneuten Sichtung am 19. Dezember 1769 mit dem Namen versehen. Nur irrten die Kartographen mit der Annahme, dass das Kap die nördlichsten Stelle der North Cape Peninsula sei, doch die Bezeichnung North Cape für das weiter östlich liegenden Kap wurde von Cooks Aufzeichnungen übernommen und hat bis heute Bestand.

## Wissenschaftliches Schutzgebiet
Bereits 1980 wurde die gesamte Berglandschaft der North Cape Peninsula als North Cape Scientific Reserve ausgewiesen und ist seitdem nur mit Genehmigung und unter Auflagen zugänglich. Das Schutzgebiet dient einerseits dem Naturschutz und anderseits der Erforschung zu wissenschaftlichen Zwecken. Es besitzt zum Teil eine einzigartige Flora und Fauna. Einige Arten kommen nur auf den Klippen der Surville Cliffs vor. Das Gebiet wird vom Department of Conservation (DOC) verwaltet.
Das südwestlich liegende Waikuku Flat ist ein weiteres Reservat des DOC, Mokaikai Scenic Reserve genannt. Dieses Schutzgebiet ist öffentlich zugänglich, aber über Land nur über das Eigentum der örtlichen Māori zu erreichen. Für den Zugang wird eine Erlaubnis der zuständigen Verwaltung der Māori benötigt. Ein weiterer Streifen Māori-Land liegt zwischen dem Mokaikai Scenic Reserve und dem North Cape Scenic Reserve. Er erstreckt sich von Kerr Point und dem Nordende der Tom Bowling Bay im Nordosten bis Tokatoka Point an der Westküste.